# Amdalai
Amdalai, ou Amdallai, est une ville du nord-ouest de la Gambie, à la frontière avec le Sénégal.
Située dans le district du Lower Niumi dans la division de North Bank, la localité comptait 1 260 habitants en 2013.

## Histoire
Étant située sur l'axe Dakar–Banjul (que la N 5 traverse), Amdalai est un point-relais central de l'économie gambienne, où une partie non négligeable du commerce routier avec le Sénégal voisin se fait par cette ville-frontière.
Début 2016, une grève des transporteurs sénégalais protestant contre une augmentation des taxes côté gambien paralyse le poste-frontière de la ville, plongeant la Gambie dans le noir (par manque d'électricité pour ses centrales) et accentuant un peu plus la crise économique du pays.

## Démographie
| \| Année \| Habitants \| \| ----- \| --------- \| \| 1993 \| 851 \| \| 2008 \| 1 245[3] \| \| 2010 \| 1 285 \| \| 2013 \| 1 260 \| |           |
| Année | Habitants |
| 1993 | 851       |
| 2008 | 1 245     |
| 2010 | 1 285     |
| 2013 | 1 260     |

## Lieux notables
- Poste-frontière avec Karang (Sénégal)